# Peter Galison
Peter Louis Galison  (ur. 17 maja 1955 w Nowym Jorku) – amerykański filozof, fizyk i historyk.

## Życiorys
Kształcił się na Uniwersytecie Harvarda i na University of Cambridge; uzyskał tytuły Bachelor of Arts, Master of Arts i Doctor of Philosophy na tej pierwszej uczelni, a w 1978 roku otrzymał tytuł Master of Philosophy na brytyjskim uniwersytecie. Od 1982 do 1992 roku wykładał na Uniwersytecie Stanforda, został następnie profesorem fizyki i historii na Uniwersytecie Harvarda.
W 1992 roku został członkiem American Academy of Arts and Sciences, a w 2018 roku otrzymał Abraham Pais Prize.

## Prace naukowe[2]
- How Experiments End (1987)
- Image and Logic (1997)
- Einstein's Clocks, Poincaré's Maps (2003)
- Objectivity (2007)